# Mađarska katolička žena
"Mađarska katolička žena" - Baranja Beli Manastir, udruga je upisano u službeni Registar udruga Republike Hrvatske u rujnu 2000. godine sa sjedištem u Mađarskoj kući u Belom Manastiru, Ulica Josipa Bösendorfera broj 6
Udruga se bavi organiziranjem tribina i predavanja o očuvanju kulturne baštine mađarske nacionalne zajednice, promocijom kulturnih, umjetničkih i drugih sadržaja na zasadama kršćanstva te organiziranjem raznih priredbi.
Udruga "Mađarska katolička žena" redoviti je sudionik Jeseni u Baranji pa je 2005. godine u Mađarskoj kući izložila rukotvorine, a 2006. godine otvorila izložbu Kecelje - od davnina do danas. Bila je i suorganizator izložbe Narodne nošnje na razglednicama.